# 13435 Rohret
13435 Rohret è un asteroide della fascia principale. Scoperto nel 1999, presenta un'orbita caratterizzata da un semiasse maggiore pari a 2,3013862 UA e da un'eccentricità di 0,1637368, inclinata di 3,79422° rispetto all'eclittica.